# Parachelifer ecuadoricus
Espèce
Parachelifer ecuadoricus est une espèce de pseudoscorpions de la famille des Cheliferidae.

## Distribution
Cette espèce est endémique d'Équateur.

## Étymologie
Son nom d'espèce lui a été donné en référence au lieu de sa découverte, l'Équateur.

## Publication originale
- Beier, 1959 : Zur Kenntnis der Pseudoscorpioniden-Fauna des Andengebietes. Beiträge zur Neotropischen Fauna, vol. 1, p. 185-228.